# Зборовский, Кшиштоф
Кшиштоф Зборовский (пол. Krzysztof Zborowski; родился 22 мая 1982 в Новы-Тарге, Польша) — польский хоккеист, вратарь.

## Карьера
Воспитанник хоккейной школы ММКС (Новы-Тарг). Выступал ранее за команду из этого города «Подгале» и за клуб «Санок». В составе сборной Польши дебютировал в 2003 году, выступал на чемпионатах мира 2009 и 2010 в I дивизионе. За молодёжную сборную сыграл в 2002 году, за юниорскую в 2000 году. Чемпион Польши 2010 года, двукратный победитель Кубка Польши 2004 и 2005 годов.